# Little Rope
Little Rope — одиннадцатый студийный альбом американской инди-рок группы Sleater-Kinney. Он был выпущен 19 января 2024 года на лейбле Loma Vista Recordings. Альбом спродюсирован Джоном Конглтоном, ему предшествовали синглы: «Hell», «Say It Like You Mean It» и «Untidy Creature».
Выпущенный под одобрительные отзывы критиков, Little Rope был завершён после смертельной автокатастрофы, в которую попали мать и отчим участницы группы Кэрри Браунстин в конце 2022 года. В процессе записи дуэту пришлось столкнуться с вопросами о том, «как мы переживаем горе, с кем мы его переживаем и как оно нас трансформирует» .

## История
Идея создания ещё одного альбома Sleater-Kinney изначально была «подвешена в воздухе», так как вступительное видео их предыдущего альбома Path of Wellness (2021) дало расплывчатый ответ на вопрос, будет ли дуэт записывать ещё один альбом. Однако после выхода десятого студийного альбома они обратились к Джону Конглтону за продюсированием своей следующей пластинки. Они планировали работать с Конглтоном «в течение долгого времени», но пришлось ждать, пока «звезды» сойдутся. Запись проходила в студии Flora Recording & Playback в Портленде, штат Орегон.

## Отзывы
| Совокупная оценка    | Совокупная оценка |
| Источник             | Оценка            |
| -------------------- | ----------------- |
| Metacritic           | 77/100            |
| Оценки критиков      |                   |
| Источник             | Оценка            |
| DIY                  | [ 6 ]             |
| The Line of Best Fit | 7/10              |
| Mojo                 | [ 8 ]             |
| MusicOMH             | [ 9 ]             |
| The Observer         | [ 10 ]            |
| Pitchfork            | 7.7/10            |
| Record Collector     | [ 12 ]            |
| The Skinny           | [ 13 ]            |
| Slant Magazine       | [ 14 ]            |
| Uncut                | 7/10              |

Little Rope получил 77 баллов из 100 на агрегаторе рецензий Metacritic на основе 18 отзывов критиков, что свидетельствует о «в целом благоприятном» приёме. Китти Эмпайр из The Observer сочла альбом «одним из самых напряжённых и сфокусированных выходов Sleater-Kinney, где каждая чёткая гитарная линия и выразительный вокал показаны в текстурном рельефе». Uncut написал, что «Sleater-Kinney нашли более тонкий баланс между своим устоявшимся панк-звучанием и отсылками к Новой волне, которыми пестрят недавние записи». Mojo считает, что альбом «открывает пространство для хорошо изношенного ума, предлагая острую перспективу в моменты, когда все кажется притуплённым». Дженн Пелли из Pitchfork назвала его «самой крепкой и запоминающейся рок-пластинкой Sleater-Kinney со времён разбитого хиатусом 2015 года „No Cities to Love“ и самой мрачной со времён „The Hot Rock“ 1999 года».

## Список композиций
Слова и музыка всех песен — Кэрри Браунстин и Корин Такер.
| №                   | Название                  | Длительность |
| ------------------- | ------------------------- | ------------ |
| 1.                  | «Hell»                    | 3:14         |
| 2.                  | «Needlessly Wild»         | 2:51         |
| 3.                  | «Say It Like You Mean It» | 3:44         |
| 4.                  | «Hunt You Down»           | 3:32         |
| 5.                  | «Small Finds»             | 3:07         |
| 6.                  | «Don't Feel Right»        | 3:50         |
| 7.                  | «Six Mistakes»            | 3:08         |
| 8.                  | «Crusader»                | 3:37         |
| 9.                  | «Dress Yourself»          | 3:28         |
| 10.                 | «Untidy Creature»         | 3:28         |
| Общая длительность: | Общая длительность:       | 33:59        |

## Чарты
| Чарт (2024)                              | Высшая позиция |
| ---------------------------------------- | -------------- |
| Шотландия (Scottish Albums Chart)        | 9              |
| Великобритания (UK Digital Albums Chart) | 15             |